# Лантана сводчатая
Лантана сводчатая или лантана шиповатая (лат. Lantana camara) — вечнозелёный красивоцветущий тропический кустарник, вид семейства Вербеновые (Verbenaceae), рода Лантана. Растение распространено в Колумбии, Венесуэле, Центральной Америке, Мексике, на Больших Антильских и Багамских островах. Оно также интродуцировано во многие другие тропические и субтропические регионы планеты как декоративное растение. В некоторых местах стало инвазивным сорняком. В регионах холодного климата может выращиваться как сезонный однолетник или как комнатное растение.
В литературе на русском языке встречаются и другие названия этого вида: лантана камара, лантана шиповатая.

## Биологическое описание
Вечнозелёный кустарник высотой 1—1,5 м с прямостоячими ветвистыми стеблями. Листья жёсткие серо-зелёные, длиной до 5 см, содержат эфирные масла. Они имеют супротивное расположение, яйцевидную или овальную форму, заострение на концах, мелко-пильчатые края и мелкое опушение вдоль жилок. Листья имеют специфичный запах.
Цветки мелкие, трубчатые, многочисленные, собраны в плотные округлые щитковые соцветия на длинном цветоносе. Они могут быть белого, жёлтого, красного, розового, оранжевого, фиолетового и других цветов. Их окраска меняется в зависимости от степени созревания, поэтому соцветия лантаны могут быть двухцветными, например жёлтыми в середине и красными по краям. Опыляются преимущественно бабочками, также нектаром лантаны сводчатой могут питаться разнообразные пчелы.
- Цветки лантаны сводчатой

## Распространение и среда обитания
Родной ареал — Центральная и Южная Америка; однако она натурализована примерно в 60 тропических и субтропических странах мира. Она часто встречается в восточной и южной Африке, где произрастает на высоте ниже 2000 м и часто проникает в ранее нарушенные места обитания, такие как вырубленные леса и территории, расчищенные для сельского хозяйства.
L. camara также распространилась в районах Африки, Южной Европы, таких как Испания и Португалия, а также на Ближнем Востоке, в Индии, тропической Азии, Австралии, Новой Зеландии и США, а также во многих атлантических, тихоокеанских и индийских островных регионах. Она стала серьёзным сорняком в Шри-Ланке после побега из Королевского ботанического сада в 1926 году. Лантаны были завезены в Австралию как декоративное садовое растение в 1841 году, которое распространилось, и в течение 20 лет прижилось в дикой природе. Они были завезены в Индию британцами около 200 лет назад, а затем распространились и стали инвазионными и там. Мониторинг на национальном уровне, проведенный в 2023 году, показал, что L. camara вторглась примерно в 50% природных территорий Индии.
Она была завезена на Филиппины с Гавайев в рамках программы обмена между Соединенными Штатами и Филиппинами; однако ей удалось сбежать и натурализоваться на островах. Она также была завезена на весь юг США, от Калифорнии до Северной Каролины, и считается выносливым растением в зонах 10 и 11 Министерства сельского хозяйства США.
Способность L. camara быстро колонизировать нарушенные участки земли позволила ей распространиться в странах, где такие виды деятельности, как вырубка леса, расчистка земель для сельского хозяйства и лесные пожары, являются обычным явлением. Напротив, в странах с большими площадями нетронутых девственных лесов распространение L. camara было ограниченным.

## Инвазивность
L. camara внесена в «Список самых опасных инвазивных видов» МСОП. L. camara считается сорняком на больших территориях Палеотропов, где она прижилась. В сельскохозяйственных районах или вторичных лесах она может стать доминирующим подлеском, вытесняя другие местные виды и сокращая биоразнообразие. Образование густых зарослей L. camara может существенно замедлить регенерацию лесов, препятствуя росту новых деревьев.
Есть несколько причин, по которым L. camara добилась такого успеха как инвазивный вид; однако основными факторами, которые позволили ей преуспеть, являются:
- Широкий диапазон распространения благодаря птицам и другим животным, которые поедают костянки,
- Большая устойчивость к поеданию животными из-за токсичности,
- Толерантность к широкому спектру условий окружающей среды,
- Увеличение вырубки леса и изменение среды обитания, что принесло пользу L. camara, поскольку она предпочитает нарушенные места обитания[14],
- Историческая гибридизация между различными видами и сортами, которая помогла L. camara адаптироваться к новой среде обитания[14],
- Производство токсичных химических веществ, которые подавляют конкурирующие виды растений (аллелопатия),
- Чрезвычайно высокая продуктивность семян (12 000 семян с каждого растения в год).

## Агротехника
Светолюбивое растение, растет на хорошо освещенных местах. В теплое время года оптимальная температура от +20 до +26 °С, для периода покоя — от +10 до + 16 °С.

## Фитотоксичность
Существует большая вариация в токсичности среди сортов, где красно- и желтоцветковые типы представляют высокий риск для животных, домашних питомцев и скота. Lantana camara токсична для собак, кошек, лошадей, жвачных животных и многих других видов.
У собак и кошек начальные клинические признаки отравления Lantana camara - это анорексия, слабость, подавленное состояние и запор, которые возникают в течение нескольких часов после употребления растения. Через 48-72 часа после употребления наблюдаются мелена; желтуха; и заметное повышение уровня билирубина в сыворотке крови, АЛТ, ГГТ и щелочной фосфатазы. Собаки обычно не употребляют смертельную дозу. Если не начать немедленное лечение, клиническое состояние животного может ухудшиться, что приведет к смерти в течение 1-3 недель после воздействия. Употребление высокой смертельной дозы вызывает смерть через 2-4 дня.
У жвачных животных и лошадей хроническая форма заболевания развивается в течение нескольких недель и проявляется в основном как фотосенсибилизация.